# Locminé
Locminé är en kommun i departementet Morbihan i regionen Bretagne i nordvästra Frankrike. Kommunen ligger i kantonen Locminé som tillhör arrondissementet Pontivy. År 2022 hade Locminé 4 708 invånare.

## Befolkningsutveckling
Antalet invånare i kommunen Locminé
| Referens: INSEE |